# Происшествия на орбитальной станции «Мир»
Происшествия на орбитальной станции «Мир» — различные нештатные ситуации, случившиеся в ходе пятнадцатилетней эксплуатации орбитальной станции «Мир».

## Столкновение «Союз ТМ-17» с модулем «Кристалл» 14 января 1994 года
14 января 1994 года произошла нештатная ситуация при отстыковке корабля «Союз ТМ-17» под управлением Василия Циблиева. Два удара с интервалом 2 секунды пришлись на модуль «Кристалл» вблизи его соединения с «Миром». Серьёзных повреждений не произошло.

## Пожар 23 февраля 1997 года
23 февраля 1997 года на станции в 23:00 произошло возгорание кислородной шашки регенерации атмосферы. На станции в тот момент находилось шесть человек из 22-й и 23-й экспедиций: Валерий Корзун, Александр Калери, Василий Циблиев, Александр Лазуткин, Райнхольд Эвальд и Джерри Линенджер. К станции было пристыковано два корабля «Союз ТМ», что позволяло эвакуировать всех людей, однако один из кораблей оказался отрезан очагом пламени. Ситуация ухудшалась тем, что атмосфера оказалась задымлена. Весь экипаж надел противогазы. После устранения очага возгорания из-за задымления космонавтам пришлось некоторое время носить респираторы.
Расследование показало, что пожар возник из-за единичного дефекта в кислородной шашке. При этом кислородные шашки использовались из-за выхода из строя штатной системы регенерации воздуха.

## Утечка из системы кондиционирования (март 1997)
В ходе 23-й экспедиции (с 29 апреля 1997 года) отказала система кондиционирования — сначала последовательно отказали установки генерации кислорода «Электрон», а затем началась утечка хладагента — ядовитого этиленгликоля. Температура на станции повысилась до 50 °С при предельно допустимых 28 °С, повысилась влажность.
К 28 марта удалось обнаружить источник утечки. С Земли 6 апреля был запущен «Прогресс-М34», содержащий дополнительные материалы для ремонта станции, кислородные шашки для регенерации, запасы воды. К концу апреля удалось обнаружить и устранить десяток трещин в трубках системы кондиционирования станции. Станция вернулась в штатный режим.
Миссия шаттла «Атлантис» STS-84, находившаяся под угрозой отмены из-за технических проблем на станции, была разрешена. Она доставила на станцию установки генерации кислорода взамен вышедших из строя, запасы воды.

## Столкновение «Прогресса-М34» с модулем «Спектр»
25 июня 1997 года транспортный корабль  «Прогресс М-34» на скорости в 15 км/ч при проведении ручной стыковки в телеоператорном режиме управления столкнулся с пристыкованным модулем «Спектр».
Столкновение произошло из-за ошибки при испытании новой системы управления и сближения.
По мнению Томаса Стаффорда авария была неизбежна, так как Прогресс не имел радара, а сближение без него на фоне земли выполнить невозможно. 

Помимо огромных повреждений солнечных батарей, в результате столкновения образовалась пробоина в модуле «Спектр» площадью 2 см2, что привело к снижению давления воздуха на всей станции. Во время столкновения на «Мире» находились космонавты Василий Циблиев и Александр Лазуткин, а также американский астронавт Майкл Фоул.
Экипаж решил герметически изолировать повреждённый модуль, обеспечив тем самым жизнеобеспечение станции. Ситуацию осложнило то, что через стыковочный люк, соединяющий модуль со станцией, пролегали многочисленные кабели и шланги. Отсечение модуля повлекло за собой временную потерю электроэнергии, вырабатываемой станцией — с обесточиванием модуля были отключены солнечные батареи «Спектра», дававшие 40 % электроэнергии.
Ко времени аварии «Спектр» был главным источником энергии станции «Мир». Из-за повреждения солнечных батарей и прерывания важных кабельных соединений при изолировании модуля солнечные панели модуля не могли поворачиваться к Солнцу и отдавать энергию на станцию. Сразу после аварии энергии было недостаточно для проведения экспериментов и снабжения большей части оборудования станции. 14 августа 1997 года Циблиев и Лазуткин вернулись на Землю. 
Члены экипажа 23-й экспедиции были награждены государственными наградами — А. Лазуткин получил звание Героя России, В. Циблиев — орден «За заслуги перед Отечеством» III степени.
Попытки ремонта предпринимались в августе 1997 года (в рамках экспедиции «Союза ТМ-26»); в октябре 1997 года (в рамках посещения шаттла «Атлантис» (STS-86) — пятичасовой выход в открытый космос, во время которого на стыковочном отсеке была закреплена специальная оболочка («Крышка»), которая могла бы использоваться для закрытия дыры на обшивке модуля в последующих выходах в космос). Несмотря на продолжавшиеся попытки восстановления, во время (последнего) посещения шаттла «Дискавери» (STS-91) его экипаж наблюдал утечку воздуха из модуля. Даже последний экипаж станции (Союз ТМ-30) тщетно попытался устранить течь во время выхода в открытый космос. Починить модуль так и не удалось. Таким образом, всего через два года после запуска и до конца работы станции модуль оставался неиспользуемым. Выработку энергии удалось восстановить и сохранять вплоть до контролируемого свода станции с орбиты.